# Kloster Óvila

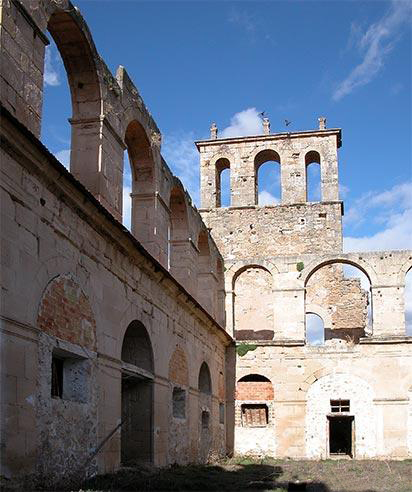
Ruine der Anlage

Das Kloster Óvila (spanisch Santa María de Óvila) ist eine ehemalige Zisterzienserabtei auf dem Nordufer des Tajo in der Gemeinde Trillo, Provinz Guadalajara, in Kastilien-La Mancha in Spanien.

## Geschichte
Das ca. 250 m nördlich des Tajo und etwa 8 km (Fahrtstrecke) östlich des Ortes Trillo gelegene Kloster wurde von König Alfons VIII. von Kastilien im Jahr 1175 gestiftet und zunächst in Murel einige Kilometer flussaufwärts errichtet, aber bereits wenige Jahre später an seinen späteren Platz verlegt. Die Anlage wurde in den Jahren 1181 bis 1213 erbaut. Das Kloster erhielt verschiedene Land- und Güterstiftungen, darunter eine Mühle in Sotoca de Tajo und zwei weitere in Carrascosa de Tajo. Im Spätmittelalter setzte der Niedergang des Klosters ein, das im 18. Jahrhundert durch einen Brand schwer in Mitleidenschaft gezogen wurde. Im Zuge der Klosteraufhebung unter der Regierung von Juan Álvarez Mendizábal wurde das Kloster im Jahr 1835 aufgelöst und verlassen. Die Ausstattung wurde in die umliegenden Kirchen zerstreut. Ein handgeschriebenes Abtsverzeichnis gelangte in das Kloster Oseira. Im Jahr 1928 wurde die Anlage vom Staat an einen Bankier veräußert, der sie seinerseits an Randolph Hearst verkaufte. Dieser ließ die Anlage weitgehend abbauen, für sein geplantes Wyntoon Castle nach Kalifornien verschiffen, bot sie aber 1941, nachdem sich die Pläne zerschlagen hatten, der Stadt San Francisco für ein Museum im Golden Gate Park an. Die unsachgemäß gelagerten Steine erlitten in der Folgezeit aber erhebliche Schäden. Der Kapitelsaal wurde nach 1980 im Trappistenkloster Abbey of New Clairvaux in Vina, Kalifornien, wiedererrichtet. Das Kirchenportal wurde schließlich in die University of San Francisco transferiert und dort eingebaut.

## Bauten und Anlage
Die Anlage ist ruinös und unvollständig erhalten. Die ursprünglich wohl dreischiffige Kirche bildete seit ihrer teilweisen Rekonstruktion im 15./16. Jahrhundert ein lateinisches Kreuz mit einem einzigen vierjochigen und kreuzrippengewölbten Schiff (nave) und einem Ostabschluss mit drei Apsiden, die mittlere mit 5/8-Schluss und einem vorgelagerten rechteckigen Presbyterium; die Seitenapsiden waren quadratisch. Die Kirche hatte ein platereskes Renaissanceportal, das im „Hearst Court“ des De Young Museums in San Francisco wieder aufgestellt wurde. Die Klausur lag südlich der Kirche. Die äußeren Bögen des im Jahr 1617 neu errichteten Kreuzgangs (claustro), der sein Kreuzrippengewölbe verloren hat, sind erhalten. An der Westseite des Kreuzgangs liegt als einziger in situ vollständig erhaltener Bauteil die „Bodega“, ein spitztonnengewölbter Saal aus der ersten Bauphase, der früher als Lagerraum diente. An der Südseite lag das Refektorium. Vom Ostflügel mit dem Kapitelsaal sind nur noch einfache Mauern erhalten.